# Guerra Anglo-Moghul
La Guerra Anglo-Moghul, conosciuta anche come Guerra di Child, fu la prima guerra anglo-indiana nel subcontinente indiano.
In questo periodo la Compagnia inglese delle Indie Orientali ottenne il monopolio e numerose basi fortificate sulle coste occidentali e sud-orientali dell'Impero Moghul dalla corona, cosa consentita anche dai governatori locali. Nel 1682, William Hedges fu inviato per conto della Compagnia per negoziare con il governatore del proto-industrializzato Bengala Subah, Shaista Khan, e per ottenere un firmano, una direttiva imperiale che avrebbe concesso alla compagnia inglese regolari privilegi commerciali attraverso le province Mughal.
Nel 1685, dopo la rottura dei negoziati da parte di Josiah Child, il governatore del Bengala reagì aumentando gli affluenti del commercio con il nord-est dal 2% al 3,5%. La compagnia rifiutò le nuove tasse introdotte e iniziò a cercare di convincere la provincia del Bengala ad accettare nuovi termini a favore del suo potere commerciale esprimendo la volontà di catturare Chittagong, stabilendo un'enclave fortificata in tutta la regione e ottenendo l'indipendenza della circostante Subah dal territorio Moghul portando i governatori locali e il fiume Hughly sotto il loro controllo, cosa che avrebbe poi consentito di allacciare rapporti con il Regno di Mrauk U con sede ad Arakan (l'attuale Birmania) e di detenere un potere sostanziale nel Golfo del Bengala.
Su richiesta, re Giacomo II inviò navi da guerra alla compagnia con sede in India, ma la spedizione fallì. In seguito al fallimento decise di spedire altre dodici navi da guerra cariche di truppe ed ebbero luogo numerose battaglie, che portarono all'assedio del porto di Bombay e al bombardamento della città di Balasore. Furono negoziati nuovi trattati di pace e la Compagnia delle Indie Orientali inviò petizioni all'imperatore Aurangzeb sui commerci che coinvolgevano i portoghesi a Hughli e sull'intolleranza religiosa della comunità Tamil a Madras, lodandolo e lo paragonandolo agli imperatori dell'antica Persia Ciro e Dario. Tuttavia, la società non riuscì a raggiungere un accordo.
Le forze navali inglesi bloccarono diversi porti Mughal sulla costa occidentale dell'India svolgendo diverse battaglie contro l'esercito Mughal, arrivando a catturare navi con pellegrini musulmani alla Mecca araba.
Il blocco iniziò a colpire grandi città come Chittagong, Madras e Bombay, provocando l'intervento dell'imperatore Aurangzeb, che sequestrò tutte le fabbriche della compagnia e arrestò membri dell'esercito, nel frattempo le forze britanniche comandate da Josiah Child catturarono altre navi mercantili Moghul.
Alla fine la compagnia fu costretta a cedere alle forze armate dell'Impero Moghul e fu multata di 150 000 rupie (all'incirca equivalenti a 4,4 milioni di dollari di oggi). Le scuse della società furono accettate e i privilegi commerciali furono reimpostati da Aurangzeb.

### Annotazioni
1. ↑  Il Bengala Subah, era la più grande suddivisione dell'India Mughal.
2. ↑  Shaista Khan era un generale e il subahdar (ovvero governatore) del Bengala Subah. Zio materno dell'imperatore Aurangzeb, fu una figura chiave durante il suo regno.
3. ↑  Subah era il termine per definire una provincia (stato) nell'Impero Mughal.
4. ↑  The Evolution of Judicial Systems and Law in the Sub-continent by Ayub Premi, page 42, University of California

### Fonti
1. 1 2   Margaret R. Hunt, The 1689 Mughal Siege of East India Company Bombay, in History Workshop Journal, n. 84, 2017,  pp. 149-169, DOI:10.1093/hwj/dbx034.
2. ↑   Farhat Hasan, Conflict and Cooperation in Anglo-Mughal Trade Relations during the Reign of Aurangzeb, in Journal of the Economic and Social History of the Orient, vol. 34, n. 4, 1991,  pp. 351-360, DOI:10.1163/156852091X00058.
3. ↑   James Vaugn, John Company Armed: The English East India Company, the Anglo-Mughal War and Absolutist Imperialism, c. 1675–1690, in Britain and the World, vol. 11, n. 1, Settembre 2017.
4. ↑  Keay, pp. 79-81.
5. ↑  Bandyopādhyāẏa, p. 39.
6. 1 2  Wheeler, pp. 19-22.
7. ↑  Prothero, p. 699 vol. 5.
8. ↑  Lal Mehta, pp. 16-18.
9. ↑  Chakrabarty, p. 257.
10. ↑  Keay, p. 372.
11. ↑  Kohli, pp. 42-44.
12. ↑  Erikson, p. 193.